# 롱디 (영화)
《롱디》는 2023년에 개봉한 대한민국의 영화이다.

## 캐스팅
- 장동윤 : 도하 역
- 박유나 : 태인 역
- 이시우 : 가은 역